# Liste des centrales électriques au Cameroun

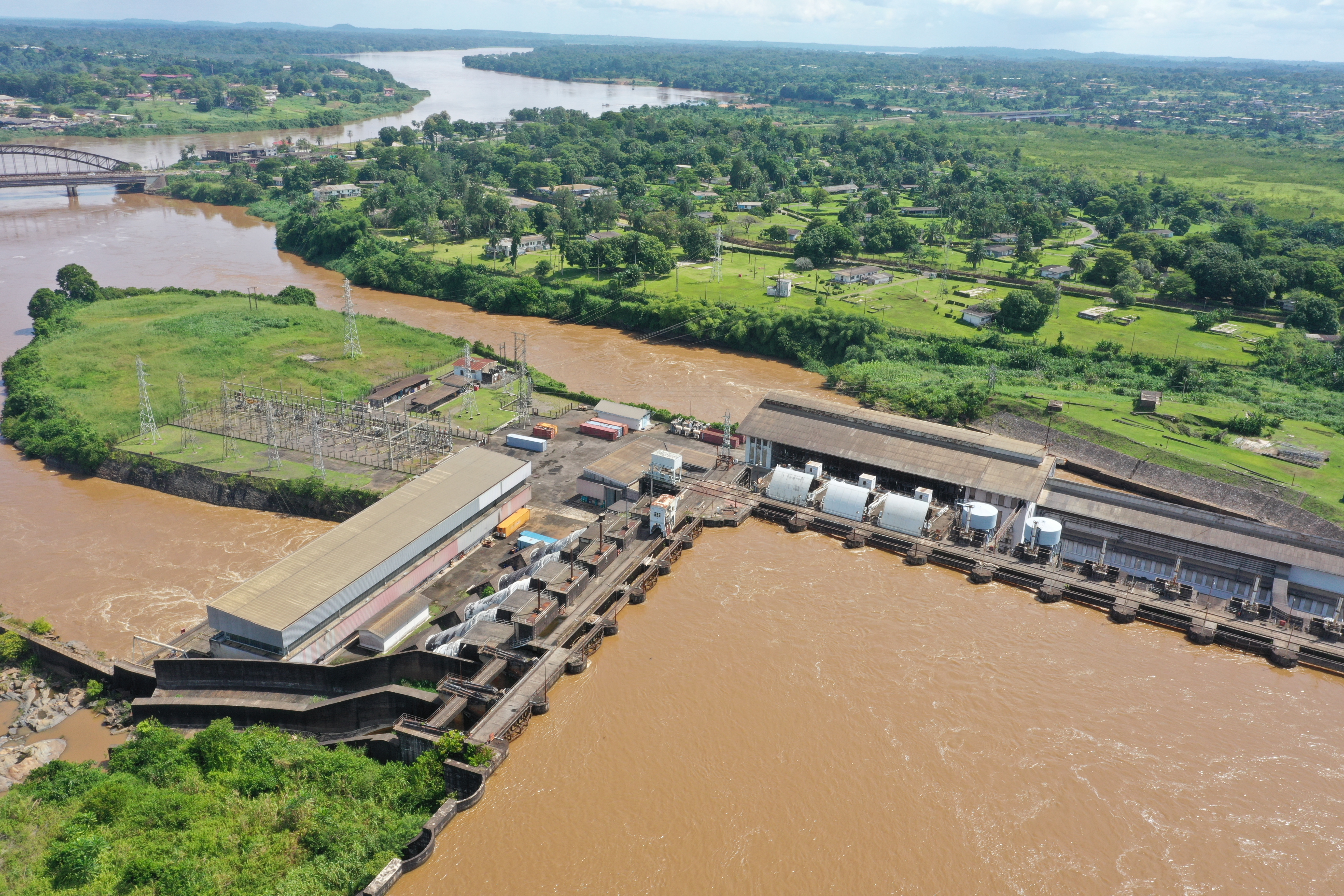
barrage hydroélectrique d'Édéa sur la Sanaga

Cette page répertorie les centrales électriques au Cameroun.

## Contexte
La production d'électricité se répartissait en 2014 en 73 % d'hydroélectricité, 1 % de biomasse et 26 % de combustibles fossiles (pétrole 12,8 % et gaz nature 12,9 %). La consommation d'électricité par habitant est seulement 9 % de la moyenne mondiale et 4 % de celle de la France.
Les capacités de production électrique sont estimées à 1 292 MW en mai 2016, dont 57 % de centrales hydroélectriques et 43 % de centrales thermiques (gaz 21 %, fioul léger 10 %, fioul lourd 13 %).
Selon la Banque mondiale, moins de 14 % de ménages ruraux et 57 % en zone urbaine sont connectés à l’électricité.

## Capacité installée et production annuelle
En 2015, le Cameroun se classait 121e en termes de puissance installée avec 1 545 MW et 114e en termes de production annuelle avec 6,61 milliards de kWh. Le niveau d' électrification était de 55% en 2013 (88% dans les villes et 17% dans les zones rurales).

## Liste de centrales par type d'énergie

### Hydro-électrique
En 2020, trois centrales hydroélectriques exploitées par Enéo sont en activité, en 2022 une quatrième centrale à Mekin est mise en tension après deux années d'arrêt.
| Station hydroélectrique            | Localité                    | Coordonnées                                                                                  | Type                    | rivière        | Réservoir                | Capacité (MW) | Année d'achèvement |
| ---------------------------------- | --------------------------- | -------------------------------------------------------------------------------------------- | ----------------------- | -------------- | ------------------------ | ------------- | ------------------ |
| Centrale électrique d'Édea         | Edéa                        | 3° 48′ 46″ N, 10° 07′ 40″ E                                                                  | Au fil de l'eau         | Rivière Sanaga | Réservoir Édea           | 264           | 1953               |
| Centrale électrique de Song Loulou | Massock-Songloulou          | 4° 04′ 41″ N, 10° 27′ 54″ E                                                                  | Au fil de l'eau         | Rivière Sanaga | Réservoir de Song Loulou | 384           | 1981 et 1988       |
| Centrale électrique de Lagdo       | Lagdo                       | 9° 03′ 36″ N, 13° 41′ 17″ E                                                                  | Réservoir               | Rivière Bénoué | Réservoir de Lagdo       | 72            | 1982               |
| Centrale électrique de Mekin       | Meyomessala                 | 3° 15′ 33″ N, 12° 25′ 19″ E                                                                  | Barrage poids           | Rivière Dja    | Lac de Mekin             | 11            | 2019 à 2022        |
| Grand Eweng                        | Sackbayémé                  |                                                                                              |                         | Rivière Sanaga |                          | 1 000         | Prévu              |
| Chollet                            | Avec la République du Congo |                                                                                              |                         | Rivière Dja    |                          | 600           | Prévu              |
| Nachtigal Amont                    | Ntui                        | 4° 22′ 48″ N, 11° 42′ 58″ E                                                                  | Barrage en enrochements | Rivière Sanaga | Réservoir de Nachtigal   | 420           | 2025               |
| Kikot-Mbebe                        | Kikot                       | 4° 10′ 02″ N, 11° 01′ 05″ E                                                                  |                         | Rivière Sanaga |                          | 500           | Prévu              |
| Mouséré (Mbakaou)                  |                             |                                                                                              |                         | Rivière Djérem |                          | 330           | Prévu              |
| Centrale électrique de Memve'ele   | Nyabessang                  | 02°23′47″N 10°23′56″E / 2.39639°N 10.39889°E                                                 | Réservoir               | Rivière Ntem   | Réservoir de Memve'ele   | 201           | En construction    |
| Barrage de Lom Pangar              |                             | 05°23′01″N 13°30′09″E / 5.38361°N 13.50250°E de 05°23′01″N 13°30′09″E / 5.38361°N 13.50250°E | Réservoir               | Rivière Lom    |                          | 30            | En construction    |

### Thermique
En 2012, quatre centrales du programme thermique d'urgence PTU sont mises en service, Ahala, Bamenda, Ebolowa, Mbalmayo.
| Centrale thermique | Communauté  | Coordonnées                | Type de carburant | Capacité (MW) | Année d'achèvement | Notes    |
| ------------------ | ----------- | -------------------------- | ----------------- | ------------- | ------------------ | -------- |
| Kribi Mpolongwe    | Kribi 2     | 3° 00′ 36″ N, 9° 57′ 36″ E | Gaz naturel       | 216           | 2013               | Globeleq |
| Yassa-Dibamba      | Douala III  | 3° 59′ 47″ N, 9° 49′ 11″ E | Fioul lourd       | 88            | 2009               | Globeleq |
| Logbaba (Douala)   | Douala III  | 4° 02′ 06″ N, 9° 45′ 42″ E | Gaz naturel       | 150           | 2005               | Enéo     |
| Limbe              | Limbé       |                            | Fioul lourd       | 85            |                    |          |
| Oyomabang I        | Yaoundé     |                            | Fioul lourd       | 19            | 2000               | Enéo     |
| Oyomabang II       | Yaoundé     |                            | Fioul lourd       | 18            | 2002               | Enéo     |
| Yaoundé Ahala      | Yaoundé VII |                            | Pétrole           | 40            | 2012               | Enéo     |
| Bamenda            |             |                            | Fioul lourd       | 20            | 2012               | Enéo     |
| Ebolowa            |             |                            | Pétrole           | 10            | 2012               |          |
| Mbalmayo           |             |                            | Pétrole           | 10            | 2012               |          |